# Kjetil Undset
Kjetil Undset, norveški veslač, * 24. avgust 1970.
Undset je za Norveško nastopil na Poletnih olimpijskih igrah 1992 in 1996.
V Barceloni je kot član norveškega dvojnega četverca osvojil srebrno medaljo. 
V Atlanti je nastopil kot član norveškega dvojnega dvojca, ki je prav tako osvojil srebrno medaljo. Njegov soveslač takrat je bil Steffen Skår Størseth.